# Thomas Watson (poeta)
Thomas Watson (Londra, 1555 – 1592) è stato un poeta inglese.
Oltre ad aver tradotto l'Antigone di Sofocle in latino, fu autore di una raccolta di sonetti nel 1582 e della pastorale Amynthae Gaudia (1592).